# Eduardo Fernández (guitariste)
Pour les articles homonymes, voir Eduardo Fernández.
Eduardo Fernández Odella (né le 28 juillet 1952) est un guitariste classique, professeur et arrangeur-compositeur uruguayen.

## Biographie
Eduardo Fernández commence à étudier la guitare à l'âge de sept ans ; ses principaux professeurs sont Abel Carlevaro, Guido Santórsola et Héctor Tosar,. 
Il remporte des prix aux concours de Porto Alegre en 1972 et à Radio France en 1975 ainsi que le Prix Andrés Segovia la même année à Majorque, puis il fait ses débuts à New York en 1977. Après ses débuts à Londres en 1983, Fernández signe un contrat avec Decca Records. En 2002, il publie un manuel de guitare, en anglais, sous le titre Technique, Mechanism, Learning.

## Discographie
- Turina, Granados, Rodrigo, Albéniz, Falla (avril 1984, Decca) (OCLC 14444257)
- Bach, Suites pour luth, Partita no 1, Chaconne (octobre 1987, 2 CD Decca 421 434-2) (OCLC 220795509)
- Concertos pour guitare : Ponce, Villa-Lobos, Jaurés Lamarque Pons - English Chamber Orchestra, dir. Enrique García Asensio (avril 1987, Decca) (OCLC 20550583)
- Joaquín Rodrigo, Mauro Giuliani, Mario Castelnuovo-Tedesco, Concertos pour guitare - English Chamber Orchestra, dir. Barry Wordsworth (1985/1986/1990, Decca) (OCLC 967670927 et 39872046)
- Le monde de la guitare espagnole : Albeniz, Llobet, Segovia, Turina (1992, Decca 433 820-2) (OCLC 421889999)
- Guitare d’avant-garde : Takemitsu, Dans Twilight ; Leo Brouwer, La espiral eterna ; Britten, Nocturne d'après John Dowland ; Berio, Sequenza XI (Decca) (OCLC 1033481860)